# Janez Potočnik

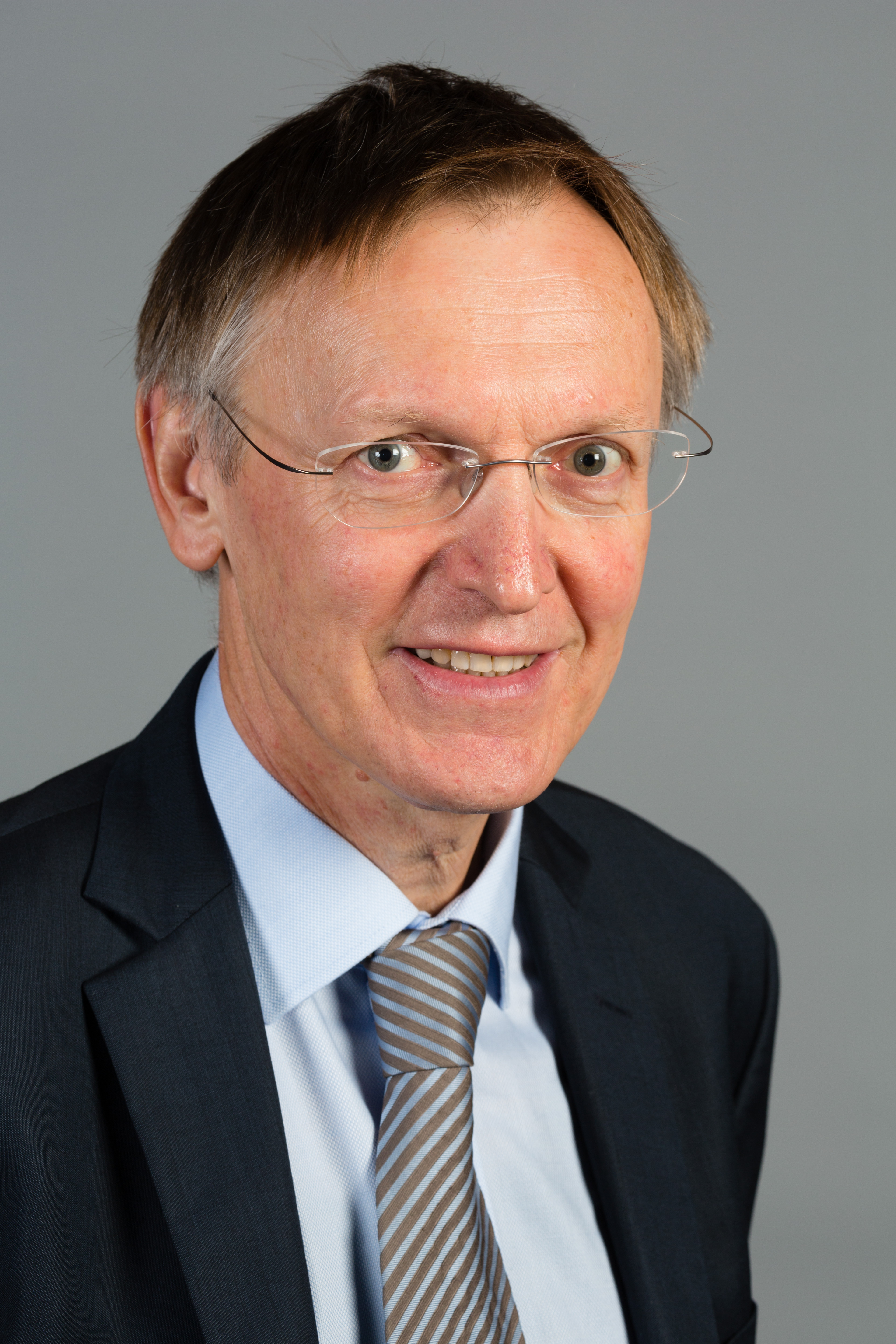
Janez Potočnik

Janez Potočnik (Kropa bij Radovljica, 22 maart 1958) is een Sloveens econoom, politicus, oud-minister en voormalig Europees commissaris. Potocnik is lid van de Sloveense liberale partij.

## Biografie
Potočnik diplomeerde aan de universiteit van Ljubljana in 1983 (economische faculteit) en in 1993 haalde hij er zijn doctor. Na zijn studie werkte hij voornamelijk aan het instituut voor macroeconomische analyse en ontwikkeling in Ljubljana, als assistent-directeur en later als directeur. 
In 1998 werd hij delegatieleider van Slovenië inzake de onderhandelingen en voorbereidingen van de Sloveense toetreding tot de Europese Unie. Potočnik was in de periode 2001-2002 adviseur van de toenmalige Sloveense premier Janez Drnovšek en bekleedde tussen 2002 en 2004 de post van minister van Europese Zaken. In 2002 werd hij door het dagblad Delo uitgeroepen tot Sloveen van het jaar. In mei 2004 werd hij gastcommissaris bij Günter Verheugen in de Europese Commissie van Romano Prodi, van 23 november 2004 tot 2010 maakte Potočnik deel uit van de commissie-Barroso I als commissaris voor wetenschap en onderzoek. In 2009 kreeg hij in de commissie-Barroso II de portefeuille Milieu.
Op 1 november 2014 werd hij als Sloveens Eurocommissaris opgevolgd door Violeta Bulc. Zijn portefeuille werd overgenomen door Karmenu Vella.

## Privé
Janez Potočnik is getrouwd met Jožica, financieel directrice van de Sloveense vestiging van Debitel. Zij hebben twee zonen.
Joaquín Almunia · Catherine Ashton · José Manuel Barroso · Jacques Barrot · Joe Borg · Karel De Gucht · Stavros Dimas · Benita Ferrero-Waldner · Ján Figeľ · Franco Frattini · Mariann Fischer Boel · Dalia Grybauskaitė · Danuta Hübner · Siim Kallas · Meglena Koeneva · László Kovács · Neelie Kroes · Markos Kyprianou · Peter Mandelson · Charlie McCreevy · Louis Michel · Leonard Orban · Andris Piebalgs · Janez Potočnik · Viviane Reding · Olli Rehn · Paweł Samecki · 
Algirdas Šemeta · Vladimír Špidla · Antonio Tajani · Androulla Vassiliou · Günter Verheugen · Margot Wallström
Joaquín Almunia · László Andor · Catherine Ashton · Michel Barnier · José Manuel Barroso · Tonio Borg (vanaf 28 november 2012) · Dacian Cioloş · John Dalli (tot 16 oktober 2012)  · María Damanáki · Jacek Dominik (sinds 16 juli 2014) · Štefan Füle · Karel De Gucht  · Máire Geoghegan-Quinn · Kristalina Georgieva · Johannes Hahn · Connie Hedegaard · Siim Kallas · Jyrki Katainen (sinds 16 juli 2014) · Neelie Kroes · Janusz Lewandowski (tot 1 juli 2014) · Cecilia Malmström · Neven Mimica · Ferdinando Nelli Feroci (sinds 16 juli 2014) · Günther Oettinger · Andris Piebalgs · Janez Potočnik · Viviane Reding (tot 1 juli 2014) · Olli Rehn (tot 1 juli 2014) · Martine Reicherts (sinds 16 juli 2014) · Maroš Šefčovič · Algirdas Šemeta · Antonio Tajani (tot 1 juli 2014) · Androulla Vassiliou
- International Standard Name Identifier: 0000 0003 8272 1751
- Library of Congress Control Number: no98091061
- Nationale Bibliotheek van Tsjechië: osd20231179697
- Nationale Bibliotheek van Israël: 987007426380105171
- Parlement.com: vgo02ttv3ezn
- Système universitaire de documentation: 128509392
- Virtual International Authority File: 266110177
- WorldCat: E39PBJr3mGYc3FcpXqPpqCJVYP